# Alàs (Alàs i Cerc)
Alàs és una població del municipi d'Alàs i Cerc de la comarca de l'Alt Urgell. Alàs és el cap municipal i també ho era de l'antic municipi d'Alàs, que va ser municipi independent fins al 1970 quan els municipis d'Alàs i Cerc van esdevenir un de sol. La població és a 768 metres d'altitud a prop del riu Segre i d'una extensió de 4, 31 km². Al voltant hi ha la plana de la Seu per una banda, i per l'altra els altiplans de Sant Miquel, de Banat i el puig de Sanatge. L'església està dedicada a Sant Esteve, és d'origen romànic i d'una sola nau coberta amb volta de creueria. A l'interior hi ha la talla de la Mare de Déu de les Peces de l'ermita de les Peces, als afores d'Alàs.

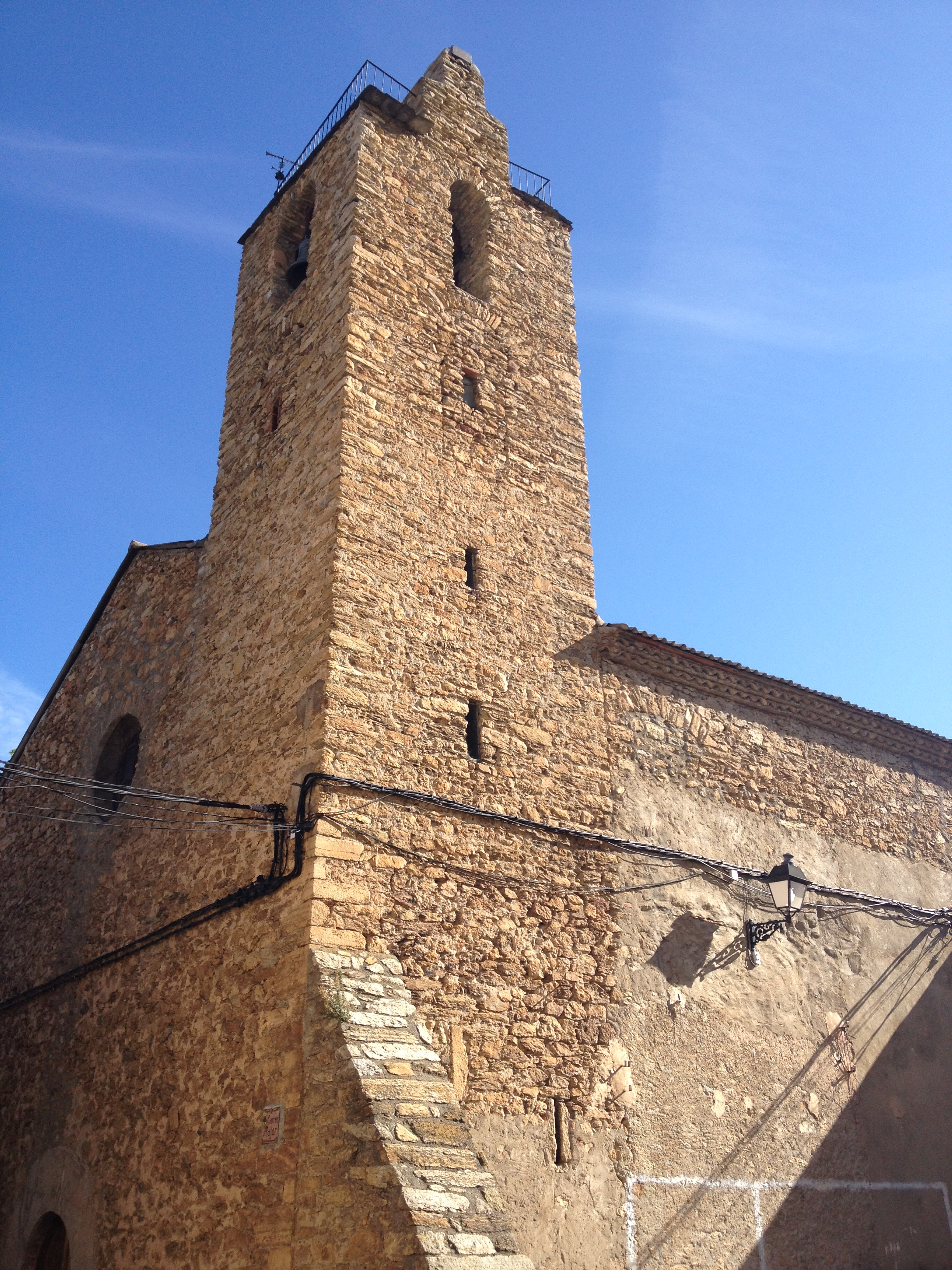
Sant Esteve d'Alàs

## Topònim
El topònim d'Alàs prové d'una forma bascoide segons Joan Coromines i Vigneaux o d'un gentilici cèltic, Alacius, segons Francesc de Borja Moll i Casasnovas. La població està documentada com Alasso en l'acta de consagració de la catedral d'Urgell i villa Elasso l'any 878 i en diferents documents del segle x en parlen sempre com a vila (villa Elasso) i n'hi ha dues que citen l'estrada pública que hi passava, que probablement s'hagi d'identificar amb el camí que prové de la Seu per l'esquerra del Segre. L'any 979 els marmessors del vescomte d'Osona Guadall II (que era germà de Guisad que era bisbe d'Urgell), entre els quals la seva muller Ermetruit, donaren a l'Església d'Urgell l'alou que el dit vescomte tenia a la vila d'Alàs. L'església de Sant Esteve d'Alàs, amb la seva parròquia, esglésies sufragànies i alous que posseïa, fou donada el 988 al bisbe i als canonges de la Seu pel comte Borrell II. El bisbe Sal·la d'Urgell, pel seu testament del 1003, deixà a Santa maria d'Urgell un alou que tenia a Alàs que li havia pervingut dels seus parents i per altres veus. Totes aquestes donacions són a l'origen de la senyoria que el bisbe i el capítol d'Urgell posseïren a Alàs, senyoria i jurisdicció que conservaren fins a la desamortització del segle xix.

## Com s'hi arriba
Al poble d'Alàs s'arriba per una carretera local que parteix de la Seu d’Urgell a Puigcerdà i que travessa el Segre per un pont modern sobre pilastres (construït després de l'aiguat del novembre de 1982). També s'arriba, per l'esquerra del Segre, un camí que prové de la Seu. El terme és regat pel rec del Salit, que pren aigua del Segre prop del torrent de Torres i arriba fins a la Seu la séquia del Molí, i el canal de l'Olla i Segalers és el que rega més extensió de terme. La font del Poble, a migdia, sota Sant Miquel (ja dins Cerc), s'usa també per regar. El marge dret del Segre és regat pel rec del Solà.

## L'agricultura
Hom conrea patates en les zones altes del municipi, hortalisses, arbres fruiters i farratges per al bestiar boví. La terra és molt repartida i conreada pels propietaris. La producció de llet es ven a la Cooperativa de la Seu i constitueix la base més notable de l'economia. A mitjan segle xix (1843), quan encara no hi havia estat incorporat al poble i el terme de Torres, a Alàs hi havia 500 jornals, dels quals es conreaven 30 de primera qualitat, 180 de segona i 50 de tercera. El Segre (canal de l'Olla) permetia que algunes terres es reguessin i hom passava per una palanca de fusta, inservible en temps d'avingudes, el que obligava a passar el riu a gual. Es produïa blat, sègol, ordi, llegums, vi i fruites, pomes i peres principalment. Es criava bestiar de llana, boví i porcí.

## Elpoble
El poble d'Alàs (768 m) és situat, prop del Segre, en lleu pendent. Rere el poble, i envoltant-lo, hi ha els altiplans de Sant Miquel, de Banat i el puig de Sanatge, tots dins de Cerc. A més de la caseria agrupada entorn de l'església, ben a prop hi ha com un petit raval amb algunes cases. A Alàs hi havia 254 el 1981 (281 el 1970). Sembla que antigament hi havia hagut un castell (castell d'Alàs), ja que és documentat que el 1538 era en reparació per causa dels danys que havia sofert tant per part del vescomte de Castellbò (Lluís Oliver i de Boteller), com pels Cadells, que posseïren el castell d'Arsèguel. S'ignora, però, si era emplaçat el poble mateix o en un lloc proper. L'església parroquial és dedicada a Sant Esteve. És capçada per un absis semicircular, potser d'origen romànic, i té una sola nau, coberta amb volta de creueria, a banda i banda de la qual s'obren petites capelles laterals. El cementiri és en un turonet proper.
A l'altra banda del Segre, al cim d'un serrat hi ha el poble de Torres o Torres d'Alàs (883 m). L'església de Sant Pere de Torres és situada en la part inferior de la població; depèn de la parròquia d'Alàs. És d'una sola nau, capçada per un absis semicircular; sobre la façana de ponent es dreça un campanaret d'espadanya i al seu davant hi ha un porxo; exteriorment es cobreix amb un teulat de llicorella a doble vessant. Sobre el poble hi ha restes de l'antic castell de Torres.
A llevant del poble d'Alàs, sobre un serrat dominant la ruta del Segre, hi ha el santuari de la Mare de Déu de les Peces, on es venera la imatge de la Mare de Déu de les Peces, talla gòtica policromada. L'església és romànica, d'una nau. ampliada modernament per la banda de migdia i coberta amb encavallades de fusta. L'absis és semicircular, llis, amb una finestra de doble biaix. A la banda de tramuntana s'adossa la torre-campanar, romànica, que possiblement tenia finestres geminades al pis alt. El 1860 s'esmenten el Mas de Castellet i el Molí fariner del Pujol.

## Demografia
| - 12 focs (1365) - 14 focs (1380) - 24 focs (1553) i 3 focs a Torres - 61 focs (1718) 206 habitants - 35 focs (1787) 268 habitants - 54 focs (1842) 289 habitants - 45 focs (1854) 411 habitants | - (1860) ja incorporat Torres, 475 habitants - (1900) 380 habitants - (1920) 396 habitants - (1974) 402 habitants - (1950) 337 habitants - (1960) 355 habitants - (1970) 319 h. (al nou municipi 588H.) - (1981) 281 (461 h). |